# Carl Johann III. Elbers
Carl Johann Elbers (zur Unterscheidung von seinem gleichnamigen Vater und Großvater als III. bezeichnet) (* 3. März 1823 in Hagen; † 26. September 1882 in Lippspringe) war ein deutscher Unternehmer und Politiker.
Elbers war der Sohn des Unternehmens Carl Johann II. Elbers (1795–1853). Er war Teilhaber der elterlichen Textilfabrik Elbers. Für seine unternehmerische Arbeit wurde er mit dem Titel eines Kommerzienrates ausgezeichnet. Elbers war 1875 und 1881 für den Stand der Städte im Wahlbezirk Mark für die Städte Hagen, Altena und Schwelm Abgeordneter im Provinziallandtag der Provinz Westfalen.